# Tomás Kummer
Tomás Andrés Kummer (Rafaela, 10 novembre 2004) è un calciatore argentino, difensore dell'Aldosivi in prestito dal Talleres (C).

## Caratteristiche tecniche
È un difensore centrale.

## Carriera

### Club
Cresciuto nel settore giovanile del Talleres (C) ha firmato il suo primo contratto professionistico il 14 dicembre 2020. Il 15 gennaio 2025 è stato ceduto in prestito all'Aldosivi ed il 23 aprile seguente ha esordito a livello professionistico nell'incontro di Primera División perso 1-0 contro l'Independiente Rivadavia.

### Nazionale
Ha giocato con le nazionali giovanili argentine Under-16 ed Under-20.

## Statistiche

### Presenze e reti nei club
Statistiche aggiornate al 26 luglio 2025.
| Stagione        | Squadra         | Campionato      | Campionato | Campionato | Coppe nazionali | Coppe nazionali | Coppe nazionali | Coppe continentali | Coppe continentali | Coppe continentali | Altre coppe | Altre coppe | Altre coppe | Totale | Totale | Totale |
| Stagione        | Squadra         | Comp            | Pres       | Reti       | Comp            | Pres            | Reti            | Comp               | Pres               | Reti               | Comp        | Pres        | Reti        | Pres   | Reti   |        |
| --------------- | --------------- | --------------- | ---------- | ---------- | --------------- | --------------- | --------------- | ------------------ | ------------------ | ------------------ | ----------- | ----------- | ----------- | ------ | ------ | ------ |
| 2025            | Aldosivi        | PD              | 4          | 0          | CA              | 0               | 0               | -                  | -                  | -                  | -           | -           | -           | 4      | 0      |        |
| Totale carriera | Totale carriera | Totale carriera | 4          | 0          |                 | 0               | 0               |                    | -                  | -                  |             | -           | -           | 4      | 0      |        |